# Прилепы (Репьёвский район)
Прилепы — село в Репьёвском районе Воронежской области Российской Федерации.
Входит в состав Колбинского сельского поселения.

## География

### Улицы
- ул. Дорожная
- ул. Луговая
- ул. Набережная
- ул. Октябрьская
- ул. Солнечная
- ул. Центральная

## Население
| 2010 |
| ---- |
| 381  |